# 헥사 편집기

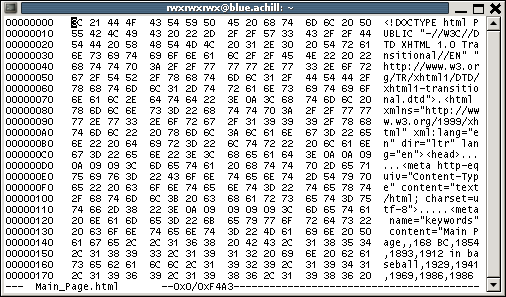
헥사 편집기 스크린샷. Pascal Rigaux(픽셀)의 hexedit.

헥사 편집기(Hexa editor) 또는 헥사 코드 편집기(Hexa code editor)는 기존의 일반 컴퓨터의 워드프로세서 및 편집기 소프트웨어에서 읽을 수 없는 이진 파일을 읽을 수 있는 프로그램을 통틀어서 말한다.

## 종류
- 울트라에디트
- 에디트플러스
- 노트패드++
- 비주얼 스튜디오 코드용 확장 - Hex Editor

## 같이 보기
- Hex dump
- 십육진법
- 팔진법